# نیکولائوس کانابوس
نیکولاس کانابوس یا نیکولائوس کانابوس(به یونانی: Νικολαος Καναβος)(به انگلیسی: Nicholas Kanabus) در ۲۵ یا ۲۷ ژانویهٔ ۱۲۰۴ از سوی شورایی متشکل از سنای بیزانس، کشیش‌ها و مردم قسطنطنیه و در تقابل با امپراتوری مشترک ایزاک دوم و آلکسیوس چهارم به‌عنوان امپراتور بیزانس انتخاب شد.
نیکولاس نجیب‌زاده‌ای جوان و احتمالاً از خویشان امپراتوران آنجلی بود که پس از سه روز بررسی نامزدهایی که تمایلی به فرمانروایی نداشتند و علی‌رغم میلش انتخاب شد. با این حال او قدرت امپراتوری زیادی نداشت و حاضر نشد تا از ایاصوفیه خارج شود.
آلکسیوس پنجم در ۱۲۰۴ امپراتوران ایزاک دوم و آلکسیوس چهارم را از قدرت خلع و خود قدرت را در دست گرفت. او سپس به نیکولاس چنین وعده داد که مقامی والا را به او در دولت خود اعطا کند. اما نیکولاس شرایط او را نپذیرفت. پس آلکسیوس او را در پنجم فوریه همان سال زندانی کرد و فرمان داد تا او را همراه با آلکسیوس چهارم خفه کنند (این احتمال نیز وجود دارد که او را گردن زده باشند).
نیکتاس کونیاتسِ تاریخ‌نگار، نیکولاس را مردی مهربان و باهوش توصیف کرده‌است.